# 喜多楢治郎

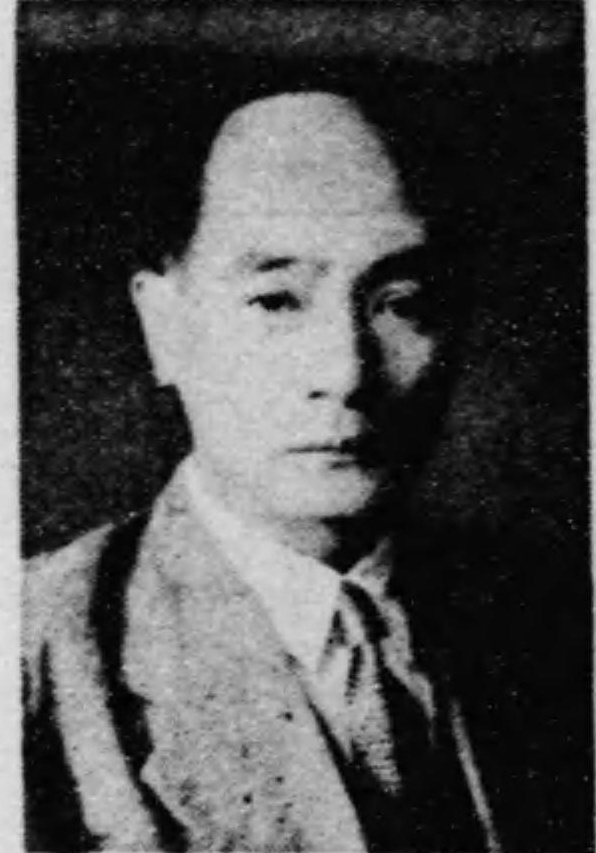
喜多楢治郎

喜多 楢治郎（きた ならじろう、1899年（明治32年）9月19日 - 1991年（平成3年）7月28日）は、大正から昭和期の実業家、政治家。衆議院議員。

## 経歴
大阪府大阪市で、喜多楢蔵の二男として生まれる。大倉商業学校で学んだ。
酒類・食料品販売業を営む。喜多本店社長に就任。その他、全国酒類販売組合連合会長、近畿酒類商業組合連合会長、大阪府業務酒共販組合連合会長、大阪食糧品協会長、大阪商工会議所議員、大阪府酒類販売社長、関西麦酒取締役、全国卸酒販組合中央会長、全国酒販生活協同組合会長、都鶴酒造会長、同相談役などを務めた。
1946年（昭和21年）4月の第22回衆議院議員総選挙で大阪府第2区に無所属で出馬して当選し、1947年（昭和22年）4月の第23回総選挙で大阪府第4区に民主党公認で出馬して再選され、衆議院議員に連続2期在任した。この間、衆議院商業委員長、芦田内閣・厚生政務次官などを務めた。その後、第24回総選挙、1956年（昭和31年）7月の第4回参議院議員通常選挙で全国区に自由民主党公認で立候補したがいずれも落選した。